# Championnat de Libye de football 2006-2007
Navigation
Saison précédente Saison suivante
La saison 2006-2007 du Championnat de Libye de football est la trente-neuvième édition du championnat de première division libyen. Quatorze clubs prennent part au championnat organisé par la fédération. Les équipes sont regroupées au sein d'une poule unique où elles rencontrent leurs adversaires deux fois au cours de la saison, à domicile et à l'extérieur. À l'issue de la compétition. les trois derniers du classement sont relégués et remplacés par les cinq meilleurs clubs de Second Division afin d'étendre le championnat à seize formations la saison prochaine.
C'est le club d'Al Ittihad Tripoli, double tenant du titre, qui remporte à nouveau la compétition, après avoir terminé en tête du classement final, avec six points d'avance sur Al Ahly Tripoli et douze sur Al Medina Tripoli. C'est le treizième titre de champion de Libye de l'histoire du club, qui réussit le doublé en s'imposant en finale de la Coupe de Libye face à Alakhdhar S.C..
Le club d'Al Charara est exclu en cours de saison, tous ses résultats sont annulés. Le club descend en Second Division en fin de saison.

## Les clubs participants
| - Al Medina Tripoli - Khaleej Syrte - Promu de Second Division - Al Tahaddy Benghazi - Al Charara - Al Shat Tripoli - Al Olympic Zaouia - Al Soukour Tobrouk - Promu de Second Division | - Rafik Sorman - Al Nasr Benghazi - Promu de Second Division - Al Hilal Benghazi - Al Ahly Benghazi - Al Ahly Tripoli - Alakhdhar S.C. - Al Ittihad Tripoli |

## Compétition
Le classement utilise le barème suivant :
- Victoire : 3 points
- Match nul : 1 point
- Défaite : 0 point

### Classement
| Rang | Équipe               | Pts | J  | G  | N  | P  | Bp | Bc | Diff |
| ---- | -------------------- | --- | -- | -- | -- | -- | -- | -- | ---- |
| 1    | Al Ittihad TripoliTC | 55  | 24 | 16 | 7  | 1  | 32 | 6  | +26  |
| 2    | Al Ahly Tripoli      | 49  | 24 | 16 | 1  | 7  | 41 | 16 | +25  |
| 3    | Al Medina Tripoli    | 43  | 24 | 12 | 7  | 5  | 35 | 21 | +14  |
| 4    | Alakhdhar S.C.       | 40  | 24 | 12 | 4  | 8  | 40 | 32 | +8   |
| 5    | Al Ahly Benghazi     | 35  | 24 | 8  | 11 | 5  | 26 | 19 | +7   |
| 6    | Al Nasr BenghaziP -1 | 31  | 24 | 7  | 11 | 6  | 26 | 29 | -3   |
| 7    | Khaleej Syrte P      | 28  | 24 | 7  | 7  | 10 | 21 | 31 | -10  |
| 8    | Al Olympic Zaouia    | 24  | 24 | 5  | 9  | 10 | 9  | 22 | -13  |
| 9    | Al Soukour TobroukP  | 24  | 24 | 6  | 6  | 12 | 27 | 33 | -6   |
| 10   | Al Shat Tripoli      | 24  | 24 | 6  | 6  | 12 | 15 | 30 | -15  |
| 11   | Al Tahaddy Benghazi  | 22  | 24 | 4  | 10 | 10 | 18 | 26 | -8   |
| 12   | Al Hilal Benghazi    | 22  | 24 | 5  | 7  | 12 | 19 | 28 | -9   |
| 13   | Rafik Sorman -2      | 20  | 24 | 4  | 10 | 10 | 23 | 39 | -16  |
| 14   | Al Charara exclu     | 7   | 12 | 1  | 4  | 7  | 9  | 15 | -6   |

| Qualifications et relégations | Qualifications et relégations                                                       |
| ----------------------------- | ----------------------------------------------------------------------------------- |
|                               | Qualification pour la Ligue des champions de la CAF 2008                            |
|                               | Qualification pour la Coupe de la confédération 2008                                |
|                               | Relégation directe en Second Division                                               |
|                               | T : Tenant du titre C : Vainqueur de la Coupe de Libye P : Promu de Second Division |

- Al Nasr Benghazi reçoit une pénalité d'un point à la suite de l'invasion du terrain par ses supporteurs lors de la rencontre face à Al Ittihad Tripoli (défaite 0-2)
- Rafik Sorman est pénalisé de deux points à la suite de l'agression de joueurs d'Al Nasr Benghazi par ses supporters.

## Bilan de la saison
| Championnat de Libye de football 2006-2007 |                                                                                    |
| Champion                                   | Al Ittihad Tripoli (13e titre)                                                     |
| Coupes et trophées                         |                                                                                    |
| Vainqueur de la Coupe de Libye 2006-2007   | Al Ittihad Tripoli                                                                 |
| Qualifications continentales               |                                                                                    |
| Ligue des champions de la CAF 2008         | Al Ittihad Tripoli                                                                 |
| Coupe de la confédération 2008             | Alakhdhar S.C.                                                                     |
| Promotions et relégations                  |                                                                                    |
| Promus en Premier League                   | Al Uroba Tripoli Al Tersana Tripoli Al Wahda Tripoli Al Jazira Zwarah Ngom Ajdabya |
| Relégués en Second Division                | Al Hilal Benghazi Rafik Sorman Al Charara                                          |